# The Best of Big Bang
The Best of Big Bang é a terceira coletânea japonesa pertencente ao grupo sul-coreano Big Bang. O seu lançamento ocorreu em 14 de dezembro de 2011, através da YG Entertainment e Universal Music Japan, por meio das edições de um álbum único e de CD+DVD, onde neste último, incluiu-se a coletânea Asia Best 2 2006-2011. 
O lançamento de The Best of Big Bang atingiu as posições de número um e dois, respectivamente, em ambas as paradas diária e semanal da Oricon Albums Chart. Mais tarde, o álbum recebeu a certificação ouro pela Associação da Indústria de Gravação do Japão, por suas vendas de mais de cem mil cópias.

## Antecedentes e lançamento
Inicialmente, The Best of Big Bang estava previsto para ser lançado em 23 de novembro de 2011, entretanto, sua data foi adiada para o mês seguinte, devido a uma controvérsia envolvendo G-Dragon em outubro do mesmo ano. O álbum foi lançado contendo em sua lista de faixas, todos os singles japoneses do grupo e canções de seus álbuns: Big Bang (2009) e Big Bang 2 (2011), além da inclusão de uma versão em língua japonesa da canção "Haru Haru".
The Best of Big Bang foi comercializado como um álbum único de catorze canções e também recebeu uma edição de 2CDs+DVD com uma camiseta e uma edição simples de 2CD+DVD. Esta edição de 2CDs+DVD renomeou o álbum The Best of Big Bang como Japanese Best e incluiu a adição do álbum Asia Best 2 2006-2011, que contém canções da discografia coreana e japonesa do Big Bang, gravadas entre 2006 a 2011. Asia Best 2 2006-2011 é considerada uma segunda parte de sua primeira coletânea japonesa, Asia Best 2006-2009 (2009).

## Lista de faixas
| The Best of Big Bang – Edição padrão e CD 1: Japanese Best |                                                          |                         |         |  |
| N.º                                                        | Título                                                   | Do álbum                | Duração |  |
| 1.                                                         | "Haru Haru" (versão japonesa)                            | Alive -Monster Edition- | 4:17    |  |
| 2.                                                         | "Tonight" (versão japonesa)                              | Big Bang 2              | 3:40    |  |
| 3.                                                         | "Hands Up"                                               | Big Bang 2              | 3:59    |  |
| 4.                                                         | "Tell Me Goodbye"                                        | Big Bang 2              | 4:06    |  |
| 5.                                                         | "Beautiful Hangover"                                     | Big Bang 2              | 3:46    |  |
| 6.                                                         | "Top of the World"                                       | Big Bang                | 3:01    |  |
| 7.                                                         | "Baby Baby" (versão japonesa)                            | Big Bang                | 3:52    |  |
| 8.                                                         | "Always" (versão japonesa)                               | Big Bang                | 3:55    |  |
| 9.                                                         | "Somebody to Luv"                                        | Big Bang 2              | 3:33    |  |
| 10.                                                        | "Koe wo Kikasete" (声をきかせて; Let Me Hear Your Voice) | Big Bang 2              | 4:15    |  |
| 11.                                                        | "Emotion"                                                | Big Bang                | 3:19    |  |
| 12.                                                        | "Ms. Liar"                                               | Big Bang 2              | 3:53    |  |
| 13.                                                        | "Gara Gara Go!!" (ガラガラ GO!!)                         | Big Bang                | 3:19    |  |
| 14.                                                        | "My Heaven"                                              | Big Bang                | 3:52    |  |
| Duração total:                                             | Duração total:                                           | Duração total:          | 52:40   |  |

| CD 2: Asia Best 2 2006–2011 |                                                   |                           |         |  |
| N.º                         | Título                                            | Do álbum                  | Duração |  |
| 1.                          | "Forever With You" (com participação de Park Bom) | Big Bang 03               | 3:39    |  |
| 2.                          | "Good Bye Baby"                                   | Big Bang 03               | 3:31    |  |
| 3.                          | "Dirty Cash"                                      | Big Bang Vol.1-Since 2007 | 3:14    |  |
| 4.                          | "Crazy Dog"                                       | Hot Issue                 | 3:40    |  |
| 5.                          | "Mad About You"                                   | With U                    | 3:26    |  |
| 6.                          | "Oh My Friend"                                    | Stand Up                  | 3:30    |  |
| 7.                          | "Haru Haru (acoustic version)"                    | Remember                  | 4:26    |  |
| 8.                          | "Wonderful"                                       | Remember                  | 3:32    |  |
| 9.                          | "Lollipop Pt. 2"                                  | Single digital            | 3:20    |  |
| 10.                         | "Love Song"                                       | Big Bang Special Edition  | 3:46    |  |

| Conteúdo bônus em DVD – Edição CD+DVD |                                                             |         |  |
| N.º                                   | Título                                                      | Duração |  |
| 1.                                    | "My Heaven" (Vídeo musical & Making of)                     |         |  |
| 2.                                    | "Gara Gara Go!!" (Vídeo musical & Making of)                |         |  |
| 3.                                    | "Koe o Kikasete" (Vídeo musical & Making of)                |         |  |
| 4.                                    | "Tell Me Goodbye" (Vídeo musical & Making of)               |         |  |
| 5.                                    | "Beautiful Hangover" (Vídeo musical)                        |         |  |
| 6.                                    | "Tonight" (Vídeo musical - versão japonesa)                 |         |  |
| 7.                                    | "Love Song" (Vídeo musical)                                 |         |  |
| 8.                                    | "Big Bang" (Making of)                                      |         |  |
| 9.                                    | "Big Bang First Press Conference in Japan"                  |         |  |
| 10.                                   | "Gara Gara Go!!" (Single release commemorative live digest) |         |  |

## Desempenho nas paradas musicais
O lançamento de The Best of Big Bang no Japão, levou o álbum a estrear em seu pico de número três pela Billboard Japan Top Albums Sales. Na parada da Oricon, o álbum atingiu o topo na parada diária da Oricon Albums Chart e mais tarde, posicionou-se em número dois, através de sua respectiva parada semanal, obtendo vendas de 30,443 mil cópias no país.
| Paradas (2011)                           | Melhor posição |
| ---------------------------------------- | -------------- |
| Japão (Billboard Japan Top Albums Sales) | 3              |
| Japão (Oricon Daily Albums Chart)        | 1              |
| Japão (Oricon Weekly Albums Chart)       | 2              |

### Certificações
| País  | Provedor | Certificação | Vendas   |
| ----- | -------- | ------------ | -------- |
| Japão | RIAJ     | Ouro         | 100,000+ |

## Histórico de lançamento
| Região | Data                   | Formato    | Gravadora                              |
| ------ | ---------------------- | ---------- | -------------------------------------- |
| Japão  | 14 de dezembro de 2011 | CD CD+ DVD | YG Entertainment Universal Music Japan |